# ホームページシステム
株式会社ホームページシステム（英: Homepage System, Inc.）は、大阪府大阪市に本社を置く日本のIT企業である。

## 概要
2002年に設立。電子コミック配信やサイト運営コンサルティングなどを主な事業とし、広告代理店業務、ウェブサイト上の広告枠の販売や日本国外の企業の国内代理店事業も行っている。1996年に設立された有限会社を前身とする。
アメリカ合衆国ネバダ州ラスベガスを本拠にして、ウェブサービスを展開するFC2について、当初からサービス開発に携わり、FC2上のサービスのほとんどに係わってきたが、日本市場での成長が著しく、開発を一手に引き受けるようになり、サポートも含め実質的に運営に携わるようになった。2014年9月30日にFC2で配信された違法わいせつライブ動画をめぐり、FC2の実質的な運営主体と看做され、京都府警察により大阪府大阪市北区のホームページシステム本社の家宅捜索が行われた。
2015年4月23日午前、FC2動画を利用したわいせつ動画のライブ配信に関わった疑いにより、ホームページシステムの代表の足立真とFC2の創業者の弟である元代表の高橋人文が京都府警察に逮捕された。警察は、ホームページシステムがFC2動画のサービスを開発し、わいせつ動画からの広告収入を得るなどにより、実質的な運営者になっていると判断した。それに伴い、ホームページシステムの代表者が空席となった。
2015年4月25日、「ホームページシステム」が実質的に運営している証拠や違法投稿者に対して、さらに動画を投稿するよう電子メールで依頼をしていた等、容疑者の否認内容を覆す事実が発覚している。
その後、勾留期限の5月14日、京都府警は、2人を同容疑で再逮捕した。
京都地方裁判所は、京都地方検察庁の勾留請求をいったんは認めたが、弁護人が準抗告。4月の逮捕時に勾留され、捜査を受けたことなどを理由に5月21日付で勾留請求を却下し、2人は同日釈放された。京都府警は今後も在宅で捜査を進めるというが、2人は容疑について否認、黙秘しており、捜査は行き詰まりをみせているとみられる。
2017年3月24日、京都地方裁判所において2人に懲役2年6月・執行猶予4年、罰金250万円を命じる有罪判決が言い渡された（事件番号・平成27年（わ）第920号）。2人は控訴したが、2018年9月11日、大阪高等裁判所は控訴を棄却した（事件番号・平成29年（う）635号）。